# 総長の首
『総長の首』（そうちょうのくび）は、1979年4月7日に公開された日本の映画。製作は東映（京都撮影所）。監督は中島貞夫、主演は菅原文太。

## 概要
本作はベラミ事件をモチーフにしているが、そのまま使ってしまうと山口組の逆鱗に触れてしまうため、時代設定を昭和初期の浅草にし、ベラミ事件は創作のきっかけ程度のもので映画は実録要素はほぼ0となっている。中島自身「『仁義なき戦い』は物凄く時間が経っていたから出来た。今現実に生きてる人がいっぱいいるのに（実録）で出来るわけはない」と述べている。
予告編のBGMに「沖縄10年戦争」と「ジーンズブルース 明日なき無頼派」の一部が使われている。

## ストーリー
昭和初期、関東大震災の爪痕が残る東京最大の盛り場・浅草。ルンペンや酔漢、春を売る女たちが街に溢れていた。浅草には全国に縄張を持つ関東侠友会と地元浅草を花森組が張り合っていたが、花森組組長・花森庄造（安藤昇）と関東侠友会幹部・有田栄吉（鶴田浩二）が兄弟盃を交わしていたため、何とか均衡を保っていた。しかし花森組傘下の血桜団のチンピラ、新堂卓（清水健太郎）、金井鉄男（ジョニー大倉）、長谷部稔（三浦洋一）の3人が、賭場でアヤをつけてきた侠友会組員を映画館内で射殺したことから、均衡が崩れ始める。血桜団団長・八代一明（小池朝雄）は未成年の団員を自首させて事を収めようとするが、いきり立つ侠友会代貸・小池勝利（梅宮辰夫）は、殺し屋（岸田森）を放って、銭湯の湯舟で八代を新堂らのいる前で刺殺する。面倒見の良かった八代を慕っていた新堂ら3人は、団長の復讐を誓うのであった。

## 出演
- 八代順二（一明の実弟）：菅原文太
- 花森組傘下 血桜団団員 新堂卓：清水健太郎
- 花森組傘下 血桜団団員 金井鉄男（キム・チョンソン）：ジョニー大倉
- 海野蛸八：小倉一郎
- 花森組傘下 血桜団団員 長谷部稔：三浦洋一
- 白崎銀子：夏純子
- 春海ナナ子：森下愛子
- 浮世：松田暎子
- 井関小夜子：池玲子
- 木内朝子：マキノ佐代子（新人）
- 八代邦代：橘麻紀
- 坂井茂男：市川好郎
- 関東侠友会 中西：片桐竜次
- 組員：笹木俊志
- 森山：細川純一
- 望月：松本泰郎
- 野村：奈辺悟
- 漫才師：レッツゴーじゅん
- 学生：司裕介
- 清水：津野途夫
- 組員：幸英二
- 花森組若衆：志茂山高也、藤沢徹夫
- 合力：藤長照夫、土橋勇、木谷邦臣
- 佐々木：山部薫
- 吉川：曲龍伍
- 高森：高木吉治
- 土屋：石塚祥聖
- 八代明男：上田孝則
- 浮浪児：久米学
- 書生：木下通博
- オカマ：タンクロー
- 緒方好江：星野美恵子
- 千鳥の女将：富永佳代子
- すみ田の女将：稲垣陽子
- 芸者：北原奈々、世羅真弓、石田久美
- ヤスコ：榊淳
- 浮世の母：丸平峰子
- 芸人：畑中伶一、大矢敬典
- 組員：西村泰治
- 団員：佐野浩二
- 編集部員：森源太郎、宮城幸生
- 矢野登志夫：野口貴史
- 刑事：白川浩二郎
- 合力：遠山金次郎
- 組員：勝野賢三
- 佐藤勝助：河合絃司
- 奥中市太郎：伊藤克
- 下関の刑事：大木晤郎
- 千鳥の亭主：中村錦司
- 私服の刑事：西田良
- 中年男：蓑和田良太
- 刑事：秋山勝俊
- 馬場：高並功
- 大屋刑事：岩尾正隆
- 浮世の父：汐路章
- 編集部員：波多野博
- チェリーのマスター：浦野英一
- 関東侠友会 玉井修造：織本順吉
- 大塚信之：品川隆二
- 多田源三郎：遠藤太津朗
- お好み焼きの女将：樹木希林
- ルンペン：金子信雄
- 道化師：西村晃
- 松井治郎：成田三樹夫
- 殺し屋：岸田森
- 花森組傘下 血桜団団長 八代一明：小池朝雄
- 侠友会代貸 小池勝利：梅宮辰夫
- 木村一生：舟木一夫
- 丹波誠：田中邦衛
- 花森組組長 花森庄造：安藤昇
- 関東侠友会幹部 有田栄吉：鶴田浩二
- 以下ノンクレジット
- 緒方千之助：俊藤浩滋
- 若衆・刑事：矢部義章
- 若衆・バーの客：峰蘭太郎
- 組員・刑事：平河正雄
- 組員・オカマ：小坂和之
- 幹部：壬生新太郎
- 組員：福本清三
- オカマ：池田謙治
- 易者：丹波哲郎
- 刑事：大城泰、島田秀雄
- チンピラ：志賀勝
- マキノ雅弘[3]

## 主題歌
- 『夕陽に走れ』
  - 作詞：阿久悠
  - 作曲：森田公一
  - 歌：ジョニー大倉
  - ビクターレコード

## スタッフ
- 監督：中島貞夫
- 企画：俊藤浩滋、本田達男、田岡満
- 脚本：神波史男、中島貞夫
- 撮影：増田敏雄
- 照明：金子凱美
- 録音：荒川輝彦
- 編集：市田勇
- 美術：井川徳道
- 助監督：藤原敏之
- 記録：森村幸子
- 装置：稲田源兵衛
- 装飾：柴田澄臣
- 背景：西村三郎
- 衣裳：岩逧保
- 美粧：池内豊
- 結髪：伊藤実
- 擬斗：上野隆三
- スチール：中山健司
- 和楽：中本敏生
- 宣伝担当：佐々木嗣郎、丸国鑑
- 振付：藤間紋藏
- 演技事務：藤原勝
- 進行主任：野口忠志
- 協力：東映俳優センター
- 音楽：森田公一

## 製作

### 企画
企画は俊藤浩滋。前年7月のベラミ事件の映画化を企図し、岡田茂東映社長から「実録でやってくれ」と指示されたが、監督オファーを受けた中島貞夫は、鳴海清側からの話にしないと面白くないと考えた。そうなると山口組との関係から、まともにやれば命の危険があるため、企画は流れかけた。中島は俊藤から「やってもらわないと作品が（他に）あらへんやん」と言われたため「時代を変えていいですか?」と提案し承諾を得て、脚本の神波史男から「アナーキズムを大正ロマンの浅草に持って行こう」と提案があり、時代設定と場所を大きく変更し、徹底的に自滅の話を完全なフィクションタッチでやることになった。神波は当時、角川映画で、高見順の『いやな感じ』という昭和初期のアナキストを描いたホンを書いていたが流れており、本作にはその残像が残っている。また鳴海清だけでなく、鳴海のいたグループ・大日本正義団を描く集団劇をやることになった。中島は「実録から離脱して、本格的にフィクションの世界に入っていこう、徹底的に大正ロマンとやろう考えた」等と話している。東映は「ニュー任侠路線」と告知した。

### キャスティング
清水健太郎は1977年の『ボクサー』の後、岡田東映社長が東映での売り出しを画策していた人だが、清水の所属する田辺エージェンシーから「歌に力を入れたい」と断られていた。清水は『ボクサー』以降は、何となく芸能界の表舞台から消えかかっていた状況だったが、一年半ぶりの映画出演で本作に出演した。これ以降、役者メインの活動になった。
ジョニー大倉は1975年のキャロルの解散後も当初は、ミュージシャン兼役者として活躍していたが、ジョニー&ダーリンを結成して1977年のアルバム『トラブル・メーカー』を出したあたりで、当時の"ロックンロール・リバイバル"（Rock and roll revival）の代表的スターに祭り上げられ、その見せかけの裏に潜む"商魂"の片棒を担がされることに嫌気が差し、尊敬するエルヴィス・プレスリーがブクブク太って死んだことにもショックを受け、以降二年間沈黙した。その間にキャロル仲間の矢沢永吉は、スーパースターに成り上がっていた。ようやく吹っ切れたタイミングで東映から出演オファーが来た。ジョニー大倉の演じる金井鉄男（キム・チョンソン）は、朝鮮半島出身のチンピラという設定で、ジョニーの身の上と共通点があるため、本田達男東映プロデューサーがそのことを危惧しながら口説いたら、ジョニーは「絶対やります！」と快諾した。劇中の後半、この出自を明かすシーンがあり、フラれた春海ナナ子（森下愛子）に抗議に押し入るシーンで、森下から「本当は朝鮮人でしょ」と言われてハラを立て、首を絞めて殺す危ないシーンがある。主題歌「夕陽に走れ」は、作詞：阿久悠、作曲：森田公一と異色で、映画に先行して主題歌が作られるのも当時の東映では珍しかった。東映京都撮影所に足を踏み入れたジョニーは「あたり一面、至る所から歴史の匂いが漂っている感じ。それは劇場に似ている。映画は肉体が重視されるところがロックに共通する。ぼくはロックするように、映画で演技したい」などと単独でのメジャー映画初出演の決意を述べた。
キャッチコピーを制作した東映宣伝部の関根忠郎は「東映は菅原文太以後スターがいないし、松田優作一人では辛いし、それで何人か集めてセットで売り出そうというような感じもあったんじゃないかと思う。その中から一人スターが出て来るんじゃないかと。『総長の首』でも、菅原文太を頭に置いて、清水健太郎、ジョニー大倉、小倉一郎、三浦洋一やらをセットにする。スター不在時代の苦しさを感じられました」等と述べている。
『仁義なき戦い』を通過した東映ファンとしては、清水健太郎、ジョニー大倉、三浦洋一の3人はギラギラ感が薄く、かなり物足りないが、中島は「3人は一連の東映やくざ映画を通過していない連中ですから。同質の物を求めてももう無理だと思います。"やくざ、やくざ"というやり方をしてないから。どっちかというとアナーキーな部分を強調してもらっているのと、もう一つは言葉遣いの問題もあると思う。東映やくざ映画の主流ってのはどうしても関西弁だったり、広島弁や九州弁だったりしますよね。そこにやくざっぽさがありますけど、そういうものとは一線を画してますんでね。やくざ映画なんだけど完全にやくざだけじゃない。従来のチンピラ軍団とは意味が違います。実録からの離脱に意味があった」などと述べている。
珍しく易者の役でワンシーンだけ出演する丹波哲郎は、会社からキャスティングが弱いと言われたため、俊藤が1日だけ出てくれと頼みに行ったもので、丹波はノーギャラで出演した。台詞は「西、西だな」の一言。但し、出演者はかなり豪華でむしろ多すぎ、田中邦衛や織本順吉、遠藤太津朗など、『仁義』ファンに対するサービスなのか、必要だったのか分からない出演者もいる。

### 撮影
東京浅草・浅草寺雷門、浅草寺境内、鳩が空に飛び立ち、銃声、ストップモーション、画面の鳩の首から真っ赤な血が流れ、血の赤色で"総長の首"と題名が表示される。中島監督自身「上手く出来た」と自賛している。浅草を舞台にしてはいるが、浅草寺境内や仲見世通り、浅草六区らしき風景が映るスタッフロール以降、度々出る浅草の街は、遠景が映らず、ジョニー大倉の証言から、東映京都撮影所に作られたものと見られる。外ロケは少ない。何度か出る小さな回転木馬は花やしきではなく、どこの遊園地もロケを許可してくれず、太秦映画村の隅に回転木馬を作って撮影したという。ヤクザ映画の舞台によくなる関西や広島、九州との違いを出すため、小倉一郎扮する海野蛸八がスターを夢見るヴォードビリアン、小倉らの下宿を兼ねたお好み焼き屋の女将が樹木希林と、これ以外、あまり浅草らしき雰囲気は感じられない。
冒頭と後半に二度、ジョニー大倉の大立ち回りシーンがある。ジョニーは極真空手を習い、当時の雑誌『POPEYE』などで筋トレのモデルになっていたが、跳び蹴りなどのアクションシーンは多少、ブルース・リーのようなクンフーぽい。
劇中の後半、小倉一郎が『県警対組織暴力』での有名な川谷拓三への取調室での暴行シーンを彷彿とさせる警官10人ぐらいから取調室で暴行されるシーンがあり、殴り蹴りは勿論、手加減はしにくい一本背負で、何度も畳に背中を打ち付けられたり、床に投げられたりする。川谷と違って小倉は貧弱なため、かなり悲惨。
主演クレジットの菅原の登場は開始30分後で、主役なのに出番も少なめ。中島監督が事前に菅原に「主役なんだけど、脇へ回っちゃうけど」と話し、菅原から「いいよ」と返事をもらっていたという。大陸帰りでやくざではなく、やや分かりにくいキャラ。ただ菅原は「よく分かる」と言っていたという。若者たちが死んでいくのを受けて、敵に殴り込みをかけるが、恩人でもある安藤昇を誤って殺す後味の悪い描写がある。この菅原と恋仲になる雑誌記者・白崎銀子役の夏純子らしきナレーションが最初だけ入り、途中から急に無くなる設定は?である。後半に菅原と夏の濡れ場があるが、夏のエクスタシーを表現する顔のアップだけで脱がない。アナーキズムに惚れ込む中島こだわりのシーンは、ラスト近くの浅草の祭で白塗りの異様な顔の人たちが「東京音頭」を踊り狂ったり、唱歌「シャボン玉」の使い方などに見られるが、会社に説明しても分かってもらえなかったという。
清水健太郎の女でおしの娼婦役・木内朝子を演じるマキノ雅弘の娘・マキノ佐代子は、美人女優がたくさん出演する中、きれいではないが、新人なのに女優の中で一番出演シーンが多く、また重要な役回りを演じる。総長役の俊藤浩滋が宴席で清水に撃たれるシーンで、お客としてマキノ雅弘も出演する。娘が出ると聞いて「行くわ」と出演した。中島が色々現場で言ったら、「お前、オレに芝居をつけるんか」と凄まれたという。

## 宣伝
岡田社長が命名したタイトルに、側近の登石雋一から「"何だ例のシリーズか"という感じは否めませんが」等と東映内部からも不満が聞かれたが、「若いところ狙いの工夫は凝らしているつもりです。ただ、如何せん、われわれも40代半ばも過ぎて、20歳ぐらいの心理を『判れ』という方が無理なんですが、アメリカではスピルバーグが現れ、ルーカスが現れ、それにアメリカの企業家がどっと投資をするという状況がありますが、これはうちだけじゃなくて、各社とも本の段階から、ある程度の年令に達している人がいじくり回し、いじくり回しているうちに『赤穂城断絶』みたいになってしまうわけです。そういう意味で、お金を出す意思決定の部分と、現場での作品作りというのは、一応一線を画していくようにしないと映画の若さを保つ、新しいものが出てこないんではないかと思います」等と話し、それまでの任侠～実録路線と同じ流れではあるが、従来のままの受取り方をされては困ると、中島貞夫には愛好者が多いため、潤沢ではない宣伝費を補う意味で、全国で試写会を開き、中島と清水やジョニーらが出席して、口コミを重視する中島貞夫フェア的な絨毯爆撃のような宣伝が試みられた。これは2ヵ月後公開の『その後の仁義なき戦い』を製作する際に工藤栄一のファンが「工藤栄一に映画を撮らせる会」が出来て、東映に働きかけたことをヒントにしたもので、若い映画ファンの意見を取り入れようという登石の考えが反映された。登石は次期東映社長の最短距離にいたが、少し体が悪いこともあってこの年7月11日付けの人事異動で、関連会社の東映化学工業専務取締役（実質社長）に転任し、製作の最前線から離れた（後任の企画製作本部長は高岩淡東映京都所長が昇格）。

## 興行
『白昼の死角』の公開が1979年4月28日と早めに決まっていて、前には恒例のマンガ（東映まんがまつり）があるため、1979年4月7日から三週間の上映。三週間では原価が回収できないため、本番線と洋画系劇場をミックスした興行が行われた。

## 作品の評価

### 興行成績
『白昼の死角』を挟んで公開された『その後の仁義なき戦い』に似た傾向の映画だが、当たらなかった。実録映画全盛期の同種作品の半分程度の稼ぎとされ、岡田社長は「普通なら安全パイの写真。それが全くこない、というような時代になってきた」「東映が長い間稼ぎに稼いできたハード路線―任侠・やくざ映画、独自の路線だから何とか生かして残そうと頑張っているんですが、いまや思うような数字が出なくなった（中略）東映独自の、われわれが十分戦えると思った『総長の首』『その後の仁義なき戦い』がシャシンの出来がいいのにもかかわらず、あの程度の数字に止まったというのは、やはりハードも限界が来たと言わざるを得ない、残念ながらね。東映としてはハードをまったく捨てるわけにはいかないですからね、このハード路線をいつか、どういう形で、どういうタイトルで復活さすか、大きな課題というわけです」などと述べている。

### 批評家評
大高宏雄は「実録路線もすでに収束に向かっていた1979年の不思議な一品。作品の中心部はチンピラ軍団の描写で、三浦洋一、清水健太郎、ジョニー大倉、小倉一郎といったチンピラ群像が、菅原文太や鶴田浩二、安藤昇ら大枠の物語以上に熱っぽく描かれる。79年前後、三浦、清水らは日本映画の若手ホープとして活躍が期待され、これにジョニー、小倉にプラス、森下愛子が出演していることを考えると、当時の若手ホープ総出演的な配役になっていたのである。この作品の狙いは、従来のヤクザ映画的物語からの逸脱にある。彼らのエピソードが抗争劇と同時並行的に描かれ、新しい形のヤクザ映画が模索されている。ただ総体としてみれば、いささか混乱をきたしているのはいかんともし難い。頭になる菅原とチンピラ軍団が何ともギクシャクした関係で、ほとんど噛み合わない。ここにこそ、79年という時代にヤクザ映画を製作することの難しさが出ており、日本映画全体の、まさに分岐点ともいえる79年の、ヤクザ映画もそこから逃げることは出来なかったのである」等と評している。

## 同時上映
『激突!格闘技 四角いジャングル』
- 原作・原案：梶原一騎・中城健／監督：後藤秀司／脚本：真樹日佐夫

※三協映画製作のドキュメンタリー映画

## ソフト
- VHS：1987年2月10日リリース
- DVD：2009年10月21日リリース 4500円[4]